# Pavel Balogh
Pavel Balogh (n. 2 octombrie 1920, Timișoara, România – d. 17 decembrie 1989, Timișoara, România) a fost un participant la Revoluția Română din 1989, ucis de militari și ars în cadrul Operațiunii Trandafirul. 
Născut în Timișoara, Pavel Balogh era fiul lui Balașiu și Vilma. Lucrase la Cooperativa Îmbrăcămintea până la pensie și locuia pe strada Mangalia nr 18. În seara zilei de 17 decembrie 1989, se afla împreună cu soția Victoria aproape de casă pentru a asista la evenimente pe strada Reșița, actualmente Iuliu Maniu. Un martor povestește că o grupă de militari a descins în zona Calea Șagului - Ion Budai Deleanu - strada Reșița. Era vorba de indivizi „mai în vârstă, echipați cu scurte kaki, comandați de un ofițer”. Aceștia au deschis focul asupra oamenilor în jurul orei 22:30, iar Pavel Balogh a fost împușcat mortal în torace și umărul drept.
Trupul neînsuflețit a dispărut în noaptea de 18-19 decembrie prin Operațiunea Trandafirul, desfășurată de Miliție și Securitate. Astfel, corpurile a 43 de revoluționari timișoreni au fost furate, arse în secret la Crematoriul Cenușa din București, apoi rămășițele aruncate într-o gură de canal la Popești-Leordeni.
Pavel Balogh a fost declarat erou martir prin Decretul 226/ 30.11.1992, reconfirmat prin Decretul 1379/ 12.12.2006. Au rămas în urmă soția Victoria și fiul lor Tiberiu. 